# Derbi de Riad
El Derbi de Riad ( en árabe: ديربي الرياض‎ ), también conocido como Derbi Capitalino ,es un derbi local disputado entre los dos clubes saudíes con sede en Riad, Al-Hilal  y Al-Nassr .
El derbi se jugó en el Estadio Al-Sayegh en Riad antes del establecimiento del Estadio Al-Malaz en 1970 y el Estadio Rey Fahd en 1988, que fue testigo del mayor número de partidos de los dos equipos, también jugó en otros estadios como el Estadio de la Universidad Rey Saud en Riad, que actualmente se llama el Primer Estadio Park, el Estadio Príncipe Abdullah Al-Faisal y el Estadio Rey Abdullah en Jeddah y se celebró por una vez en el Estadio Lofts Road en Londres y el Estadio Abbasiyin. En Damasco, así como en el estadio del Club Al-Shabab en Riad, que fue elegido como un campo neutral para los dos equipos debido a la preocupación de su estadio principal, entonces, el Estadio Malaz con plantar césped por primera vez en 1986. 
Al-Nassr fue fundado en 1955 y dos años más tarde Al-Hilal (anteriormente Olímpica) fue fundada en 1957, Al-Nassr tomó su color amarillo y azul del desierto y el mar, que son los colores de la península arábiga llevados por su logotipo, y la media luna tomó su color azul y blanco del cielo y la luna, que aparece en su logotipo en forma de media luna, la actividad de los dos equipos deportivos oficiales comenzó - que llegó tarde - a principios de los años sesenta después de registrarse en las declaraciones de la Federación Saudita después de la actividad antes de que se limitara a los clubes de la región occidental.
El primer encuentro entre los dos equipos se celebró en 1958 y terminó con una victoria amistosa por 1-0 para Al Nassr, mientras que el primer encuentro fue oficialmente en 1964 dentro de las eliminatorias de la Copa del Rey, que se jugaron en un sistema de liga a nivel de cada región y terminaron en un empate 1-1.
Los dos equipos se llaman medios de comunicación y aficionados varios títulos, incluyendo lo que es viejo como Fares Najd y Brasil Asia para la victoria y los estadios Blue Wave y Jinn para Al-Hilal, pero en el nuevo milenio, el título mundial eclipsó a Al-Nassr porque fue el primero en participar en la Copa Mundial de Clubes con el Real Madrid y el líder en Al-Hilal porque es el que más campeonatos.
Los dos equipos se han enfrentado a lo largo de su historia en muchas finales locales, en las que Al-Nassr prevaleció al ganar 8 campeonatos en comparación con 5 para Al-Hilal.

## Estadísticas
Ambos equipos han jugado 34 partidos hasta la fecha. Al Nassr FC ganó 10 partidos mientras que Al Hilal ganó 17 encuentros y 7 empates en total.

## Registros
Mayores goleadas
| 4 | Al-Hilal 5–1 Al-Nassr | 4 de mayo de 2017   | Liga Profesional |
| 4 | Al-Nassr 0–4 Al-Hilal | 3 de marzo de 2022  | Liga Profesional |
| 3 | Al-Nassr 1–4 Al-Hilal | 5 de agosto de 2020 | Liga Profesional |
| 3 | Al-Hilal 0–3 Al-Nassr | 30 de enero de 2021 | Supercopa        |

| Al Hilal      | Competencia                                            | Al Nassr |
| Local         | Local                                                  | Local    |
| ------------- | ------------------------------------------------------ | -------- |
| 18            | Liga Profesional Saudí                                 | 9        |
| 10            | Copa del Rey de Campeones                              | 6        |
| 13            | Copa del Príncipe Heredero de Arabia Saudita (extinta) | 3        |
| 7             | Copa de la Federación Saudita (desaparecida)           | 3        |
| 1             | Copa del Fundador de Arabia Saudita                    | 0        |
| 4             | Supercopa de Arabia                                    | 2        |
| 53            | Total                                                  | 23       |
| Internacional |                                                        |          |
| 4             | Liga de Campeones de la AFC                            | 0        |
| 2             | Recopa de Asia (extinta)                               | 1        |
| 2             | Supercopa de Asia (desaparecida)                       | 1        |
| 8             | Total                                                  | 2        |
| Regional      |                                                        |          |
| 2             | Copa de Campeones de Clubes Árabes                     | 1        |
| 1             | Recopa Árabe (extinta)                                 | 0        |
| 1             | Supercopa árabe (desaparecida)                         | 0        |
| 2             | Liga de Campeones del Golfo (desaparecida)             | 2        |
| 6             | Total                                                  | 3        |
| 67            | Agregado total                                         | 28       |